# Vincent D'Onofrio
Vincent Philip D'Onofrio (Brooklyn, 30 de junho de 1959) é um ator estadunidense, produtor e diretor. Ele é conhecido por seus papéis principais e coadjuvantes no cinema e na televisão. Ele foi indicado ao Prêmio Emmy do Primetime/ Emmy Awards e dois Saturn Awards, ganhando um por seu papel coadjuvante em Men in Black.
Seus papéis incluem o soldado Leonard "Pyle" Lawrence em Full Metal Jacket (1987), Edgar the Bug em Men in Black (1997) e The Series (1997-2001), Carl Stargher em The Cell (2000), Detetive Robert Goren em Law & Order: Criminal (2001-10), Wilson Fisk/Kingpin em Daredevil (2015-18), como Vic Hoskins em Jurassic World (2015) e Vicente Feola em Pelé: O Nascimento de uma Lenda.

## Vida
D'Onofrio nasceu em Bensonhurst, Brooklyn, Nova Iorque, Nova Iorque. Ele é descendente de italianos, com ancestrais de Nápoles. Seus pais Gennaro e Phyllis D'Onofrio se conheceram enquanto Gennaro estava estacionado no Havaí com a Força Aérea dos Estados Unidos. Gennaro foi treinado como decorador de interiores, mas passava a maior parte de seu tempo livre em teatro amador. Vincent é o mais novo de três irmãos. Seus irmãos mais velhos são Antoinette (nascida em 1956) e Elizabeth (nascida em 1957), uma atriz e treinadora de teatro residente em Fort Myers Beach, Flórida. Ele foi criado no Havaí e no Colorado durante seus primeiros anos.
Os pais de D'Onofrio se divorciaram quando ele era jovem; sua mãe mais tarde se casou com George Meyer. Ele se tornou meio-irmão de Guy e Connie, filhos de Meyer de um casamento anterior.[carece de fontes?] A família mudou-se para o Hialeah, Flórida. D'Onofrio se descreveu como um menino tímido que passava "muito tempo no meu quarto, ficando na minha cabeça", mais tarde se interessou por magia e prestidigitação, truques que aprendeu com artistas cubanos que possuíam uma pequena loja de magia.
Em sua adolescência, ele trabalhou nos bastidores na construção de cenários e produção de som em uma série de teatros comunitários dirigidos por seu pai.[carece de fontes?] Ele se formou em Hialeah-Miami Lakes Senior High School.

## Carreira

### Atuação e cinema
Depois de se formar no ensino médio, D'Onofrio começou a aparecer no palco. Durante um período de 18 meses na Universidade do Colorado em Boulder, Colorado, ele se envolveu com pequenas produções de teatro comunitário. Mais tarde, ele estudou método de atuação no American Stanislavsky Theatre e no Actors Studio, com os treinadores Sonia Moore e Sharon Chatten, que lhe renderam seu primeiro papel pago no filme off-Broadwary This Property Is Condemned. Ele passou a aparecer em várias de suas produções, incluindo Of Mice and Men e Sexual Perversity in Chicago. D'Onofrio continuou sua carreira se apresentando em muitas produções de estudantes da New York University enquanto trabalhava como segurança no Hard Rock Cafe, guarda-costas de Robert Plant e Yul Brynner e entregador.
Em 1984, ele fez sua estreia na Broadway como Nick Rizzoli em Open Admissions. Em 1986, D'Onofrio assumiu o papel muitas vezes considerado o momento decisivo em sua carreira de ator, como Pvt. Leonard Lawrence, um recruta da marinha com excesso de peso e desajeitado no filme Full Metal Jacket. Seguindo uma dica do amigo Matthew Modine, D'Onofrio foi instado a enviar fitas de audição para o diretor Stanley Kubrick, da Inglaterra. Quatro fitas depois, D'Onofrio conseguiu o papel. Originalmente, o personagem de Pvt. Lawrence foi escrito como um "caipira magro e ignorante"; No entanto, Kubrick acreditava que o papel teria mais impacto se o carácter eram grandes e desajeitados D'Onofrio ganhou 70lb (32kg) para o papel, trazendo o seu peso para 280lb (130kb). Isto permanece o recorde de maior peso ganho por um ator para um filme. Ao filmar uma cena de pista de obstáculos para o filme, D'Onofrio machucou o joelho esquerdo, agravado pelo peso excessiva, que exigiu reconstrução cirúrgica.
Ao longo de nove meses após a conclusão das filmagens de Full Metal Jacket, D'Onofrio perdeu quase todo o peso que havia ganhado por seu papel. Ele passou a interpretar Dawson, o proprietário da Garagem de Dawson, em Adventures in Babysitting (1987). Ele aparece em uma cena perto do final do filme. Em 1988, ele foi escalado para outro papel coadjuvante no filme Mystic Pizza, interpretando o noivo do personagem de Lili Taylor. No filme, que foi o filme de sucesso de Julia Roberts, ele foi faturado com seu nome completo, Vincent Phillip D'Onofrio.
D'Onofrio continuou a desempenhar uma grande variedade de pequenas ou papéis coadjuvantes, incluindo o pai de santo em Nancy Savoca Household Saints (1993), diretor Orson Welles em Tim Burton Ed Wood (1994), agricultor Edgar e o malvado "Bug" que o possui em Men in Black (1997), um homem que afirma ser do futuro em Happy Accidents (2000), e o serial killer Carl Stargher, ao lado do personagem de Jennifer Lopez em The Cell (2000).
Em 1992, ele apareceu em Robert Altman, The Player, como um roteirista aspirante. Em 1997, ele mudou-se para a televisão e recebeu uma indicação ao ao Emmy por usa atuação como John Lange no episódio "Subway" de Homicide: Life on the Street. Em 1999, ele recusou um papel em The Sopranos. D'Onofrio retratou o radical de esquerda Abbie Hoffman em Steal This Movie! em 2000, estrelado por Janeane Garofalo como sua esposa.
Em 2001, ele assumiu o que se tornou seu papel mais longo e talvez mais conhecido como Det. Robert Goren no programa de televisão NBC/USA Law & Order: Criminal Intent. Em 1 de março de 2008, D'Onofrio fez uma participação especial em um esboço relacionado à eleição presidencial em um episódio do Saturday Night Live como seu personagem Det. Robert Goren. No esboço, ele interroga Hillary Clinton (interpretada por Amy Poehler). Sua entrada e saída da esquete são pontuadas pelo som "dun-DUN" de Law & Order.
Em 2009, foi anunciado que D'Onofrio deixaria Law & Order: Criminal Intent na primavera de 2010, com sua última aparição ocorrendo na estreia da 9ª temporada em duas partes. Ele foi substituído por Jeff Goldblum, mas após uma queda nas avaliações, D'Onofrio e Kathryn Erbe concordaram em retornar para uma 10ª (e final) temporada do show.
Em 2003, foi relatado que D'Onofrio e Joe Pantoliano começaram a trabalhar em um pequeno filme intitulado Little Victories, sobre um menino de 12 anos cujas percepções do mundo mudaram para sempre quando seu tio gangster vem morar com ele. De acordo com uma entrevista para a televisão com Pantoliano, o filme não foi concluído e sofreu uma reviravolta por falta de captação de recursos necessários à produção.[carece de fontes?]
Em novembro de 2005, D'Onofrio ganhou o prêmio de Melhor ator no Festival Internacional de Cinema de Estocolmo por seu papel como Mike Cobb no filme independente Thumbsucker. Em 2006, ele apareceu em The Break-Up, estrelado por Jennifer Aniston e Vince Vaughn, interpretando o irmão excêntrico de Vaughn. Vaughn e ele aparecem juntos em dois filmes anteriores, The Cell (2000), em que Vaughn interpretou um agente do FBI perseguindo o personagem de D'Onofrio, e Thumbsucker (2005). Ele aparece no curta-metragem vencedor do Oscar "The New Tenants" (2009).[carece de fontes?]
Nos anos seguintes, D'Onofrio co-estrelou filmes como: Staten Island (2009), Brooklyn's Finest (2010), Kill the Irishman (2011), Crackers (2011), American Falls (2012), Fire with Fire (2012), Ass Backwards (2013).
Em 2011, ele começou a trabalhar no filme de Jennifer Lynch 2012 Chained (anteriormente intitulado Rabbit), no qual ele interpreta Bob, um serial killer que sequestra um menino, Rabbit, e o torna seu protegido. Quando ficar mais velho, Rabbit deve decidir se segue os passos de seu captor ou planeja sua fuga. O filme foi rodado em áreas dentro e ao redor de Regina e Moose Jaw, ambas em Saskatchewan.
Em 1 de maio de 2012, devido à "violência explícita", o filme recebeu uma classificação NC-17 da MPAA, apesar de um apelo de Jennifer Lynch e da distribuidora, com cenas cortadas para maximizar a exposição e  distribuição no teatro. Conhecida pelas avaliações do NC-17, Lynch, que respondeu à decisão um dia depois também viu cortes feitos em seu filme Boxing Helena. Em julho de 2012, um comunicado de imprensa de Anchor Bay anunciou que o filme seria lançado em Blu-ray e DVD em 2 de outubro de 2012 e incluiria a cena excluída, envolvendo um corte na garganta, o que causou a classificação NC-17.
Em 14 de setembro de 2011, foi anunciado que D'Onofrio iria estrelar ao lado de Ethan Hawke em um novo programa da NBC, Blue Tilt, nomeado após os efeitos psicológicos prejudiciais que os detetives de homicídios experimentam após lidar constantemente com crimes horríveis.
D'Onofrio e Hawke trabalharam juntos nos filmes The Newton Boys, Staten Island, Brooklyn's Finest e Sinister. O drama policial de uma hora, no qual D'Onofrio interpretaria Sonny, deveria seguir as tentativas dos personagens principais de equilibrar suas carreiras com a vida familiar. O escritor Chris Brancato, recém-chegado da 10ª Temporada de Law and Order: Criminal Intent, foi contratado para escrever os episódios. As filmagens do episódio piloto foram programadas para começar em fevereiro de 2012. Em 27 de março de 2012, um tweet  de Kevin Dunigan, o co-criador e desenvolvedor do piloto, revelou que a NBC havia arquivado o projeto porque não havia suficiente "pop para atrair espectadores".
Em 30 de abril de 2012, o curta-metragem Crackers, estrelado por D'Onofrio como Gus, ganhou o People's Choice Awards no Festival de cinema de Fort Myers Beach. O festival, que estava adormecido por seis anos, foi reativado e parcialmente organizado pela irmã de Vincent, a atriz Elizabeth D'Onofrio.
Recém-saído de seu papel em Chained, de Jennifer Lynch, foi anunciado em 11 de agosto de 2012 que D'Onofrio estrelaria seu próximo filme A Fall From Grace. O filme conta a história do detetive Michael Tabb, interpretado por Tim Roth, enquanto ele investiga os assassinatos de garotas queimadas e arrastadas para a costa ao logo do Rio Mississippi. Um próximo projeto de Lynch, The Monster Next Door, foi definido para estrelar também D'Onofio.
Também em novembro, começaram as filmagens do filme de Vidhu Vinod Chopra,  Broken Horses, que se concentrava na guerra de gangues na fronteira entre os Estados Unidos e o México. D'Onofrio estrelou ao lado de Christopher Marquete e Anton Yelchin.
Em 2013, D'Onofrio co-estrelou o filme Escape Plan, filmado em Nova Orleães, também estrelado por Sylvester Stallone, Arnold Schwarzenegger e 50 Cent. D'Onofrio interpretou Lester Clark, vice-diretor do Bureau das Prisões.
D'Onofrio co-estrelou o drama de cinema The Judge (2014).
Seus outros projetos incluíram um papel em Supreme Ruler com Marcia Gay Harden, Jeffrey Dean Morgan, Eric Bogosian Mall, que ele co-escreveu com seu ex-co-estrela de Law & Order: Criminal Intent, e Pawn Shop Chronicles.
Em 2015, D'Onofrio fez sua estreia no Universo Cinematográfico Marvel como Wilson Fisk na primeira temporada de Demolidor. Ele reprisou o papel em uma aparição especial prolongada na 2ª temporada, e na 3ª temporada como regular na série. Ele também interpretou Vic Hoskins no filme de ação e aventura Jurassic World (2015), e Jack Horne no remake de Antoine Fuqua de 2016 de The Magnificent Seven.
Em 2016, interpretou o papel do malvado duque Luca Abele no videogame Dishonored 2 para as plataformas PS4/Xbox One. Ele foi capaz de aproveitar sua vasta experiência como ator para dar corpo à voz do corrupto Duque Abele em vários discursos públicos que foram transmitidos durante o jogo em grandes alto-falantes suspensos na área de jogo.

### Diretor
D'Onofrio também teve sucesso por trás das câmeras, produzindo The Whole Wide World (1996), no qual também estrelou, e Guy (1997), bem como produtor executivo de The Velocity of Gary (1998) e Steal This Movie! (2000). Em 2005, ele dirigiu e estrelou o curta-metragem Five Minutes, Mr. Welles (2005), que representou o ponto culminante do desejo de D'Onofrio de melhorar sua atuação como Welles em Ed Wood, que supostamente deixou o diretor Tim Burton desapontado. Burton decidiu contratar os serviços do locutor Maurice LaMarche devido a ser conhecido por sua imitação da voz de Welles para produzir uma representação mais dramaticamente eficaz do diálogo do personagem. Decepcionado com sua atuação, tendo recebido duas semanas de antecedência para se preparar para o papel, D'Onofrio escreveu, produziu, dirigiu e estrelou o curta em resposta à crítica e a si mesmo. O filme retrata D'Onofrio como Welles se preparando par seu papel em The Third Man.
Em 2008, ele voltou a dirigir o musical de longa metragem Don't Go in the Woods (2010), escrito por seu amigo Joe Vinciguerra, com trila de Sam Bisbee e estrelado por vários atores desconhecidos escolhidos a dedo por D'Onofrio. Segue-se uma banda de rock indie que se aventura na floresta para escrever novas músicas, apenas para encontrar um assassino enlouquecido (Tim Lajcik). O filme, rodado em 13 dias perto de Kingston, Nova Iorque teve um orçamento de $100.000 e foi exibido em vários festivais ao longo de 2009 e 2010. Inicialmente programado para lançamento nacional em dezembro de 2011, o filme estreou em cinemas limitados em 13 de janeiro de 2012, e foi lançado em DVD em 12 de junho de 2012. Seu próximo projeto é dirigir e estrelar o western de 2019 The Kid.

### Música
Em 27 de outubro de 2009, D'Onofrio fez sua estreia musical, aparecendo no personagem como o cantor country George Geronimo Gerkie no Joe's Pub em Nova York. Ele apareceu como Gerkie novamente no Hammerstein Ballroom de Nova Iorque em 6 de dezembro de 2009, durante o Holiday Extravaganza Shoe de Matt Pinfield e na estreia de seu filme Don't Go in the Woods no Joe's Pub em 28 de maio de 2010. Um quarto concerto foi realizado no pub em 22 de julho de 2010, com os lucros do evento indo para o projeto Utah Meth Cops.
Em 11 de novembro de 2011, enquanto ensinava alunos na Tribeca Flashpoint Media Arts Academy, D'Onofrio discutiu os planos para novos shows e um documentário de George Gerkie que será filmado pelo diretor de Ultrasuede In Search of Halston, Whitney Smith.
Em setembro de 2011, a banda australiana de hip hop The Funkoars lançou um álbum intitulado The Quickening, apresentando a música "Being Vincent D'Onofrio", uma homenagem à carreira de D'Onofrio e seu trabalho em Law and Order: Criminal Intent. Em fevereiro de 2012, a banda anunciou seu próximo "Being Vincent D'Onofrio Tour 2012" com arte apresentando o rosto de D'Onofrio no lugar dos membros da banda.
Em 2014, D'Onofrio lançou duas músicas como parte de um projeto vanguardista de palavra falada com a multi-instrumentista e compositora Dana Lyn. O primeiro single, "I'm a Hamster", chamou a atenção nas redes sociais. O álbum completo foi disponibilizado para compra em março de 2015, no site da banda.[carece de fontes?]

### Outros trabalhos

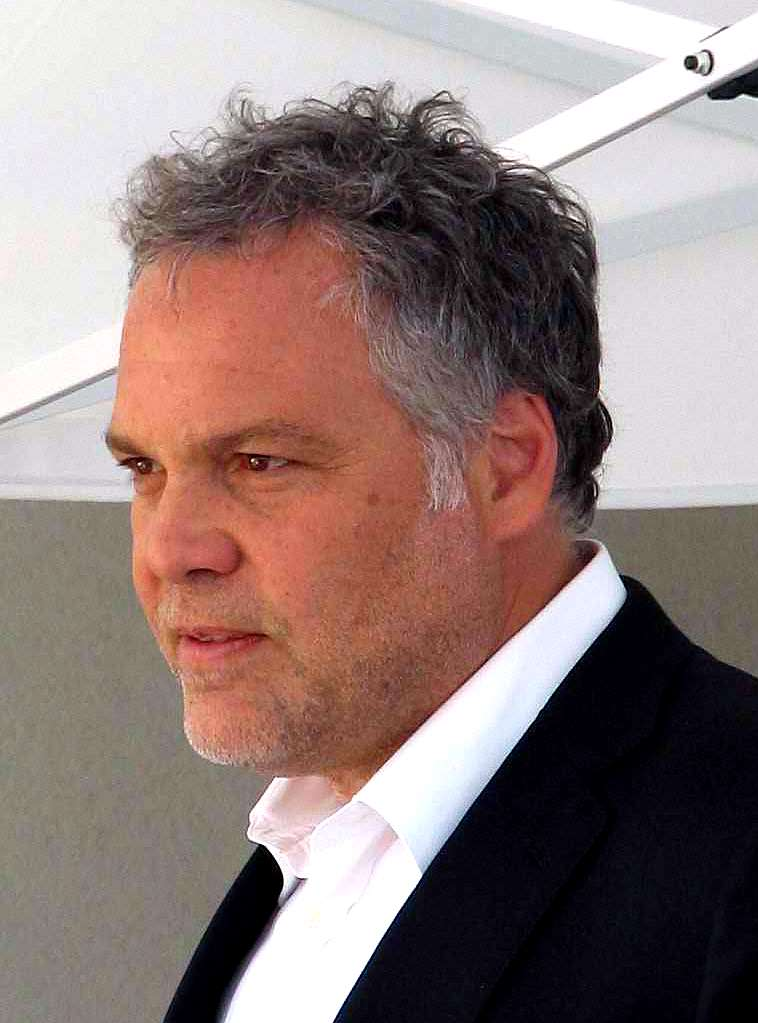
Vincent D'Onofrio em uma arrecadação de fundos em Utah para o Projeto Meth Cops do qual ele é porta-voz

Em 1998, D'Onofrio, com seu pai Gene e irmã Elizabeth, fundou o RiverRun International Film Festival em Winston-Salem, Carolina do Norte. Em 2003, o ex-produtor cinematográfico e reitor da Escola de Cinema da Escola de Artes da Universidade da Carolina do Norte, Dale Pollock, assumiu o festival e o transferiu de Brevard, na Carolina do Norte, para Winston-Salem. Anualmente, o festival exibe os melhores filmes oferecidos pela indústria independente e internacional, bem como os de cineastas estudantes.
Em 2008, ao lado de sua irmã, Toni, D'Onofrio começou a hospedar eventos para arrecadar dinheiro para o Projeto Utah Meth Cops. Ele atuou como porta-voz do projeto de 2009-2012.
No outono de 2011, D'Onofrio tornou-se membro do conselho consultivo do Woodstock Film Festival, que realiza um evento anual para filmes independentes. Outros membros do conselho incluem Griffin Dunne, Ethan Hawke e Aidan Quinn.
Em fevereiro de 2011, D'Onofrio tornou-se uma face pública do debate sobre o controle de armas, aparecendo em um anúncio da Citizens Crime Commission of New York City pedindo a proibição de revistas de munição de grande capacidade.
Em 2012, D'Onofrio voltou a lecionar no Lee Strasberg Theatre and Film Institute, onde sua filha era estudante.
Em 9 de agosto de 2012, foi anunciado que D'Onofrio havia sido escolhido para narrar o documentário Heroes Behind The Badge (2012). O filme segue quatro policiais mortos e o impacto que suas mortes tiveram em suas famílias, colegas e comunidades. Os lucros estão beneficiando um museu memorial que está sendo construído em Washington, DC. Um apoiador de longa data do National Law Enforcement Officers Memorial, D'Onfrio tem sido o porta-voz do National Law Enforcement Officers Memorial Fund and Museum desde 2010. Um seguimento do documentário, com o subtítulo Sacrifice and Survival, foi lançado no outono de 2013.
Em 13 de novembro de 2012, D'Onofrio se juntou ao elenco da produção off-Broadway Clive, ao lado de Brooks Ashmanskas e Zoe Kazan. Produzida por Jonathan Marc Sherman e dirigida por Ethan Hawke, a peça, baseada em Baal de Bertolt Brecht, estreou no The New Groupd no Theatre Row em 7 de fevereiro de 2013.

## Vida pessoal

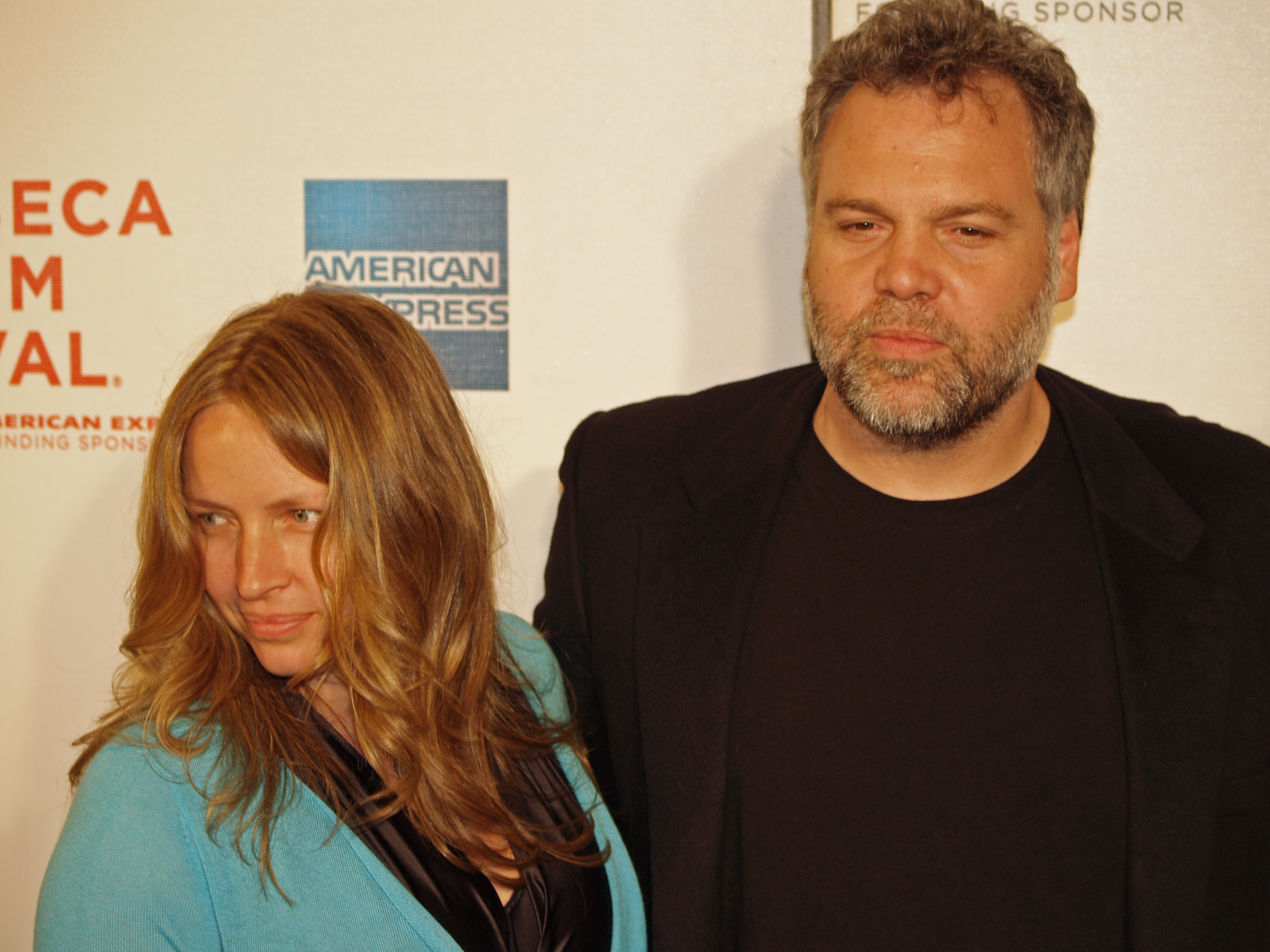
Vincent D'Onofrio com a esposa Carin van der Donk no Tribeca Film Festival em Nova Iorque para a estreia de Speed Racer

No início dos anos 1990, D'Onofrio manteve um relacionamento com a atriz Greta Scacchi, com quem estrelou vários filmes durante esse período (incluindo The Player e Fires Within). O casal teve uma filha, Leila George (nascida em 1991/1992).
Em 22 de março de 1997, D'Onofrio casou-se com a modelo holandesa Carin van der Donk, e o casal teve um filho (nascido em 1999). O casal se separou no início de 2000, mas se reconciliou e teve um segundo filho (nascido em 2008).
Em 10 de novembro de 2004, D'Onofrio entrou em colapso no set de Law & Order: Criminal Intent. Ele desmaiou novamente em casa alguns dias depois, e mais tarde foi diagnosticado com exaustão. Sua exaustão foi atribuída aos dias de 14 horas filmando Criminal Intent e à realização de seu curta Five Minutes, Mr. Welles durante o hiato do programa.
Durante uma entrevista em janeiro de 2012, D'Onofrio discutiu sua frustração com relatórios conflitantes sobre seu estado civil atual, incluindo imprecisões no IMDb. Ele afirmou que, apesar de alguns relatos, ele atualmente é casado. Ele mora com sua família em uma casa no bairro de Gramercy Park, em Manhattan.

## Filmografia

### Filme
| Ano  | Título                               | Função                             | Notas |
| ---- | ------------------------------------ | ---------------------------------- | --- |
| 1983 | The First Turn-On!                   | Lobotomy                           | |
| 1984 | It Don't Pay to Be an Honest Citizen | Bennie                             | |
| 1987 | Full Metal Jacket                    | Pvt. Leonard "Gomer Pyle" Lawrence | Nomeado – New York Film Critics Circle Award for Best Supporting Actor                                                                                               |
| 1987 | Adventures in Babysitting            | Dawson                             | |
| 1988 | Mystic Pizza                         | Bill Montijo                       | |
| 1989 | Signs of Life                        | Daryl Monahan                      | |
| 1989 | The Blood of Heroes                  | Jovem Gar                          | |
| 1991 | Crooked Hearts                       | Charley                            | |
| 1991 | Dying Young                          | Gordon                             | |
| 1991 | Fires Within                         | Sam                                | |
| 1991 | Naked Tango                          | Cholo                              | |
| 1991 | JFK                                  | Bill Newman                        | |
| 1992 | The Player                           | David Kahane                       | |
| 1992 | Salt on Our Skin                     | Gavin                              | |
| 1993 | Being Human                          | Priest                             | |
| 1993 | Household Saints                     | Joseph Santangelo                  | Nomeado – Independent Spirit Award for Best Male Lead |
| 1993 | Mr. Wonderful                        | Dominic                            | |
| 1994 | Ed Wood                              | Orson Welles                       | Voz dublado por Maurice LaMarche |
| 1994 | The Investigator                     | Ephraim McDougall                  | Filme curto |
| 1994 | Imaginary Crimes                     | Mr. Webster                        | |
| 1995 | Stuart Saves His Family              | Donnie                             | |
| 1995 | Strange Days                         | Burton Steckler                    | |
| 1995 | Hotel Paradise                       | The Naked Stranger                 | |
| 1996 | The Whole Wide World                 | Robert E. Howard                   | Também produtor Golden Space Needle Award for Best Actor Lone Star Film & Television Award for Best Actor 2º – National Society of Film Critics Award for Best Actor |
| 1996 | The Winner                           | Philip                             | |
| 1996 | Feeling Minnesota                    | Sam Clayton                        | |
| 1996 | Good Luck                            | Tony "Ole" Olezniak                | |
| 1997 | Boys Life 2                          | Tony Randozza                      | Segmento: "Primo em segundo grau de Nunzio" |
| 1997 | Men in Black                         | Edgar / The Bug                    | Saturn Award for Best Supporting Actor Nomeado – Blockbuster Entertainment Award for Favorite Supporting Actor – Science Fiction                                     |
| 1997 | Guy                                  | Guy                                | Também produtor |
| 1998 | The Newton Boys                      | Dock Newton                        | |
| 1998 | Claire Dolan                         | Elton Garrett                      | |
| 1998 | The Velocity of Gary                 | Valentino                          | Também produtor executivo |
| 1999 | Spanish Judges                       | Max                                | |
| 1999 | The Thirteenth Floor                 | Jason Whitney / Jerry Ashton       | |
| 2000 | Happy Accidents                      | Sam Deed                           | |
| 2000 | Steal This Movie!                    | Abbie Hoffman                      | Também produto executivo |
| 2000 | The Cell                             | Carl Rudolph Stargher              | Nomeado – Blockbuster Entertainment Award for Favorite Supporting Actor – Science Fiction Nomeado – MTV Movie Award for Best Villain                                 |
| 2001 | Chelsea Walls                        | Frank                              | |
| 2001 | Impostor                             | Hathaway                           | |
| 2002 | Bark!                                | Malcolm                            | |
| 2002 | The Dangerous Lives of Altar Boys    | Father Casey                       | |
| 2002 | The Salton Sea                       | Pooh-Bear                          | |
| 2005 | Thumbsucker                          | Mike Cobb                          | Stockholm Film Festival Award for Best Actor |
| 2005 | Five Minutes, Mr. Welles             | Orson Welles                       | Filme curto; também escrito, diretor e produtor |
| 2006 | The Break-Up                         | Dennis Grobowski                   | |
| 2008 | The Narrows                          | Vinny Manadoro                     | Nashville Film Festival Award for Best Actor |
| 2008 | Cadillac Records                     | Mississippi DJ                     | Não creditado |
| 2009 | Ipso Facto                           | —                                  | Produtor executivo |
| 2009 | Staten Island                        | Parmie Tarzo                       | |
| 2009 | The New Tenants                      | Jan                                | Filme curto |
| 2010 | Zaritsas: Russian Women in New York  | —                                  | Produtor executivo |
| 2010 | Don't Go in the Woods                | —                                  | Escritor e diretor |
| 2010 | Brooklyn's Finest                    | Bobby "Carlo" Powers               | |
| 2011 | Kill the Irishman                    | John Nardi                         | |
| 2011 | Crackers                             | Gus                                | Filme curto |
| 2012 | Chained                              | Bob                                | Sitges Film Festival Award for Best Actor |
| 2012 | American Falls                       | Detetive Foster                    | Filme curto |
| 2012 | Fire with Fire                       | David Hagan                        | Direct-to-DVD |
| 2012 | Sinister                             | Professor Jonas                    | Não creditado |
| 2013 | Ass Backwards                        | Bruce West                         | |
| 2013 | Charlie Countryman                   | Bill                               | |
| 2013 | Chlorine                             | Roger                              | |
| 2013 | Pawn Shop Chronicles                 | Alton                              | |
| 2013 | Escape Plan                          | Lester Clark                       | |
| 2014 | The Unlicensed Therapist             | The Unlicensed Therapist           | Filme curto |
| 2014 | Mall                                 | Danny                              | Também produtor |
| 2014 | The Judge'                           | Glen Palmer                        | |
| 2015 | Run All Night                        | Detetive Harding                   | |
| 2015 | Broken Horses                        | Julius Hench                       | |
| 2015 | Jurassic World                       | Vic Hoskins                        | Nomeado – Teen Choice Award for Choice Movie Villain |
| 2015 | Sinister 2                           | Professor Jonas                    | Apenas crédito |
| 2016 | Pelé: Birth of a Legend              | Vicente Feola                      | |
| 2016 | In Dubious Battle                    | London                             | |
| 2016 | The Magnificent Seven                | Jack Horne                         | |
| 2016 | Phantom Boy                          | The Face                           | Dublagem inglesa |
| 2017 | Rings                                | Galen Burke                        | |
| 2017 | CHiPs                                | Ray "The Ringleader" Kurtz         | |
| 2017 | El Camino Christmas                  | Carl Hooker                        | |
| 2018 | Death Wish                           | Frank Kersey                       | |
| 2019 | The Kid                              | Sheriff Romero                     | Também diretor |
| 2021 | The Eyes of Tammy Faye               | Jerry Falwell                      | Pós-produção |
| 2021 | Untitled Nora Fingscheidt project    | TBA                                | Pós-produção |

### Televisão
| Ano           | Título                             | Função                          | Notas |
| ------------- | ---------------------------------- | ------------------------------- | --- |
| 1986–1987     | The Equalizer                      | Thomas Marley / Davy Baylor     | 2 episódios |
| 1987          | Miami Vice                         | Leon Wolf                       | Episódio: "The Afternoon Plane" |
| 1997          | Homicide: Life on the Street       | John Lange                      | Episódio: "Subway" Nomeado – Primetime Emmy Award for Outstanding Guest Actor in a Drama Series                                              |
| 1998          | The Taking of Pelham One Two Three | Mr. Blue                        | Telefilme |
| 1998–2000     | Men in Black: The Series           | Edgar / The Bug                 | 3 episódios |
| 1999          | That Championship Season           | Phil Romano                     | Telefilme |
| 2001–2011     | Law & Order: Criminal Intent       | Det. Robert Goren               | 141 episódios Nomeado – Satellite Award for Best Actor – Television Series Drama (2005)                                                      |
| 2002          | Sherlock: Case of Evil             | Moriarty                        | Telefilme |
| 2002          | The Red Sneakers                   | Mercado                         | Telefilme |
| 2003          | Mickeypalooza                      | Ele mesmo                       | Especial de televisão |
| 2009          | Xavier: Renegade Angel             | Eric / The Judge (vozes)        | 2 episódios |
| 2015          | Last Week Tonight with John Oliver | Inspector                       | Episódio: "Infrastructure" |
| 2015–2018     | Daredevil                          | Wilson Fisk / Rei do Crime      | 27 episódios Nomeado – Saturn Award for Best Supporting Actor on Television Nomeado – EWwy Award for Best Supporting Actor in a Drama Series |
| 2017          | Emerald City                       | Frank Morgan / The Wizard of Oz | 10 episódios |
| 2017          | BoJack Horseman                    | Himself (voz)                   | Episódio: "See Mr. Peanutbutter Run" |
| 2017–2018     | Ghost Wars                         | Father Dan Carpenter            | 8 episódios |
| 2019–presente | Godfather of Harlem                | Vincent Gigante                 | 20 episódios |
| 2020          | Interrogation                      | Sgt. Ian Lynch                  | 2 episódios |
| 2020          | Ratched                            | George Milburn                  | 8 episódios |
| 2021          | Hawkeye                            | Wilson Fisk / Rei do Crime      | 2 episódios |
| 2022-2024     | Marvel Studios: Assembled          | Ele mesmo                       | 2 episódios |
| 2022          | The Last Movie Stars               | Karl Malden / John Huston (voz) | 2 episódios |
| 2024          | Echo                               | Wilson Fisk / Rei do Crime      | 4 episódios |
| 2025-presente | Daredevil: Born Again              | Wilson Fisk / Rei do Crime      | 7 episódios |

### Áudio
- Mr. Laughs: A look Behind The Curtain (2008), narrador de documentário autobiográfico baseado na vida do comediante Sal Richards.[62]
- Man on the Ledge (outubro de 2010), peça de rádio.[63]
- Heroes Behind The Badge (outono de 2012), narrador de documentário.[64]
- Like Father, Like Son e Ram King (outubro de 2012), Tales From Beyond The Pale toca ao vivo no rádio no Dixon Place em Nova Iorque.
- Citizen Jane: Battle for the City (abril de 2017), voz de Robert Moses para documentário sobre a cruzada de Jane Jacobs para salvar o Washington Square Park de ser invadido por uma via expressa.[65]

### Vídeo games
| Ano  | Título                       | Função                  |
| ---- | ---------------------------- | ----------------------- |
| 2005 | Law & Order: Criminal Intent | Det. Robert Goren       |
| 2015 | Lego Jurassic World          | Hoskins                 |
| 2016 | Dishonored 2                 | Duke Luca Abele Armando |